# Ranieri del Pace
Ranieri del Pace ou (Giovanni Battista Ranieri del Pace), né à Pise le 7 mai 1681 et mort à  Florence le 27 février 1738, est  un peintre italien baroque de l'école florentine  qui a été actif principalement en Toscane  au début du XVIIIe siècle.

## Biographie
Ranieri del Pace a fait son apprentissage à Pise avec son cousin, le peintre Giacomo Perri. Par la suite  il poursuit sa formation artistique à Florence auprès de Pietro Dandini et Anton Domenico Gabbiani.
Il a complété sa formation auprès de l'artiste Giovanni Camillo Sagrestani en devenant son plus talentueux disciple et collabora avec lui pour la réalisation de nombreuses œuvres dont
la décoration de la villa de Poggio alla Scaglia (anciennement Tempi) à Florence.
Son style se caractérise par une extrême dissolution des formes dans des compositions tourbillonnantes.
Ranieri del Pace a eu une activité intense à Florence comme peintre de tableaux et comme décorateur.

## Œuvres
- Une déesse accueille dans l'Olympe un héros accompagné de Minerve, vers 1720, huile sur toile, 47,5 × 58,5 cm, Amiens, Musée de Picardie, inv. M.P.P.976.9.1.
- Les Dieux de l'Olympe, vers 1720, huile sur toile, 48 × 57,8 cm, Amiens, Musée de Picardie, Amiens, Musée de Picardie, inv. M.P.P.976.9.2.
- Paix,
- Judith et Holopherne,
- Le martyre de saint Sébastien,
- Saint Jérôme dans le désert,
- Mariage mystique de sainte Catherine d'Alexandrie,
- Étude partielle de deux jambes, musée du Louvre, département des Arts graphiques, Paris.
- Les Trompettes de Jéricho, musée du Louvre, département des Arts graphiques, Paris.
- Deux Prophètes assis, l'un tenant un livre (croquis),
- La Fuite en Égypte (1650),
- Saint Thomas d'Aquin en gloire (env. 1711), plafond de l'oratoire de San Tommaso d'Aquino, Florence.
- Décoration du Palazzo Bargagli Petrucci (anciennement Palazzo Tempi), Florence.
- Les Quatre Saisons, les Quatre Éléments et Histoires d'Adonis, Palazzo Capponi, Florence.
- Enlèvement de Proserpine, palais Giraldi Taddei, Florence.
- Décoration des églises de San Iacopo Soprarno (1709) et  Ognissanti (1721), Florence.
- Saint Dominique brûlant les livres des Albigeois, collection privée, Bologne.
- Ébauche (signée et datée 1716), décoration pour la grande peinture dans le réfectoire de Santa Maria Novella, Florence. dont la Résurrection de la jeune Napoleone Orsini, après avoir été renversée par un cheval, collection privée, Bologne.
- La Bataille de Jarnac et de Moncontorno (1712) (faisait partie des ornements sacrés pour l'église San Lorenzo, Florence), Palazzo Vescovile, Prato
- Esther et Ahasuerus, collection privée Bigongiari, Florence (anciennement attribué à Solimena et Sagrestani)
- Sacrifice d'Iphigénie (croquis), collection privée, Strasbourg (anciennement attribué à Sagrestani).